# Jérôme Benivieni
Pour les articles homonymes, voir Benivieni.
Jérôme Benivieni (Girolamo Benivieni en italien), né en 1453 à Florence et mort en août 1542 dans la même ville, est un poète et philosophe humaniste italien, qui fut l'ami proche des membres de l'Académie néoplatonicienne de Florence.

## Biographie
Jérôme Benivieni est l'ami de Marsile Ficin, Jean Pic de la Mirandole et Ange Politien, poètes et philosophes. Son frère Antonio Benivieni (1443-1502) lui a consacré une biographie. Il est l'auteur d'une Canzona d'amore : il s'agit d'un commentaire du commentaire de Ficin au Banquet de Platon, et il daterait de 1484. Ce texte a été commenté à son tour par Pic de la Mirandole. Benivieni admire Dante et participe à revaloriser la langue italienne auprès des lettrés latinistes. Il a également été le disciple de Jérôme Savonarole.